# Heather Erickson
Heather Nicole Erickson, née le 9 mai 1993 à Eureka, est une joueuse américaine de volley-ball assis. Elle est triple championne paralympique, étant montée sur tous les podiums paralympiques depuis les Jeux de Pékin en 2008.

## Biographie
Heather Erickson est née à Eureka en Californie avec un os empêchant le développement correct d'une de ses jambes. En 2022, après 18 opérations manquées, ses parents décident d'amputer sa jambe droite. Elle est équipée d'une prothèse un mois plus tard. Elle commence à jouer au volley à l'âge de 13 ans. En 2011, elle est diplômée de la Jack Britt High School à Fayetteville.
Elle est sélectionnée pour la première fois en 2007, devenant à 14 ans la plus jeune joueuse de l'équipe des États-Unis. Elle participe pour la première fois aux Jeux paralympiques en 2008 à Pékin, où elle remporte une médaille d'argent avec l'équipe des États-Unis, défaite par la Chine en finale. Elle est titrée championne des Amériques en 2010 lors des championnats handisports panaméricains. En 2012, elle remporte une nouvelle médaille d'argent aux Jeux paralympiques à Londres, les Américaines étant à nouveau battues par la Chine.
Elle remporte la médaille d'or aux Jeux parapanaméricains de 2015 à Toronto. Par la suite, elle est trois fois médaillée d'or aux Jeux paralympiques : à Rio en 2016 en étant capitaine de l'équipe des États-Unis,, à Tokyo en 2021 puis à Paris en 2024.
À côté de sa carrière d'athlète, elle entraîne l'équipe U11 de l'Oklahoma Peak Performance Volleyball Club,.

## Palmarès
- Jeux paralympiques
  -  Médaille d'or à Paris en 2024
  -  Médaille d'or à Tokyo en 2021
  -  Médaille d'or à Rio en 2016
  -  Médaille d'argent à Londres en 2012
  -  Médaille d'argent à Pékin en 2008
- Championnats du monde
  -  Médaille de bronze aux championnat du monde de paravolley à Sarajevo en 2022
  -  Médaille d'argent aux championnat du monde de paravolley en 2018
  -  Médaille d'argent aux championnat du monde de paravolley à Elblag en 2014
- Jeux parapanaméricains
  -  Médaille d'or à Lima en 2019
  -  Médaille d'or à Toronto en 2015